# Електронна клавіатура

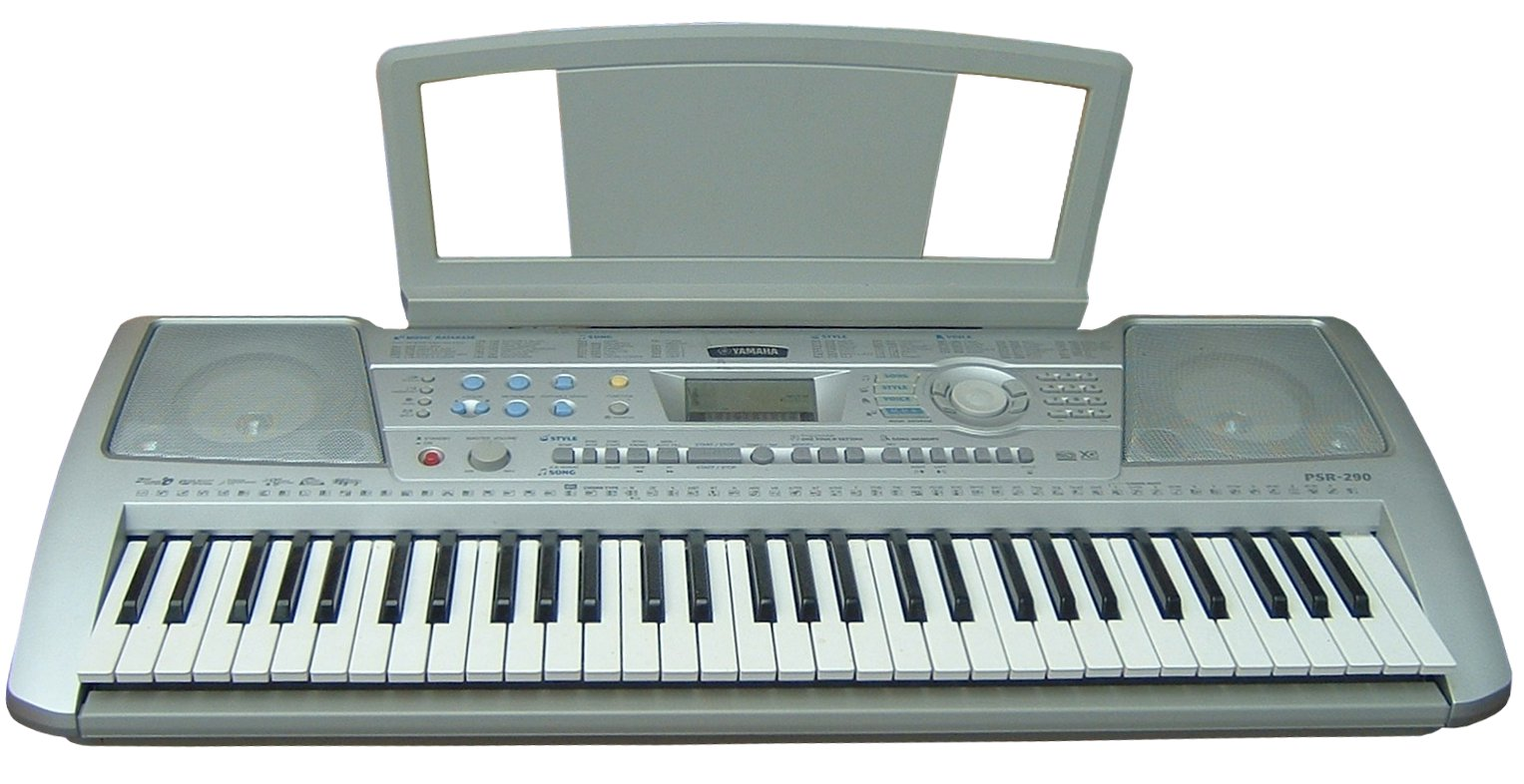
Електронна клавіатура Yamaha PSR-290

Електронна клавіатура, іноді портативна клавіатура — електронний музичний інструмент на основі клавішних інструментів. Електронні клавіатури включають синтезатори, цифрові піаніно, електронні органи та цифрові аудіостанції. З технічної точки зору, електронна клавіатура — це синтезатор на основі ромплера з підсилювачем потужності низької потужності та невеликими динаміками.
Електронні клавіатури здатні відтворювати широкий діапазон звуків інструментів (фортепіано, органа Гаммонда, сопілки, скрипки тощо) і тонів синтезатора з менш складним звуковим синтезом. Електронні клавіатури зазвичай призначені для домашніх користувачів, початківців та інших непрофесіоналів. Зазвичай вони мають незважені ключі. Найдешевші моделі не мають клавіш, чутливих до швидкості натискання, але в моделях середньої та високої цінової категорії вони є. Домашні клавіатури зазвичай мають невеликі можливості цифрового редагування звуку, або взагалі не мають таких можливостей.Користувач зазвичай вибирає з набору попередньо встановлених "голосів" або звуків, які включають в себе імітації багатьох інструментів і деякі звуки електронних синтезаторів. Домашні клавіатури мають набагато нижчу вартість, ніж професійні синтезатори

## Компоненти
Основними компонентами типової сучасної електронної клавіатури є:
- Музична клавіатура: Білі та чорні клавіші у стилі фортепіано, які гравець натискає, з'єднуючи таким чином перемикачі, що запускають електронні схеми для генерації звуку. Більшість клавіатур використовують матричну схему клавіатури, щоб зменшити кількість необхідних проводів. Електронні клавішні часто використовують невагомі клавіші у стилі синтезатора, щоб заощадити кошти і зменшити вагу інструмента. На відміну від них, сценічні та цифрові піаніно зазвичай мають зважені або напівзважені клавіші, які відтворюють відчуття акустичного піаніно.
- Система інтерфейсу користувача: Програма (зазвичай вбудована в комп'ютерний чіп), яка керує взаємодією користувача з такими контролерами, як музична клавіатура, меню та кнопки. Ці контролери дозволяють користувачеві вибирати звуки різних інструментів (наприклад, фортепіано, гітари, струнних, ударної установки), цифрові ефекти (реверберація, відлуння, хорус або сустейн) та інші функції (наприклад, транспонування, акомпанемент, секвенсор, запис, зовнішні носії тощо). Система інтерфейсу користувача зазвичай включає РК-екран, який надає користувачеві інформацію про синтезований звук, який він вибрав, наприклад, темп, активовані ефекти (наприклад, реверберація) та інші функції.
- Комп'ютеризований музичний аранжувальник: Програма, яка створює ритми та акорди за допомогою комп'ютерних команд, зазвичай MIDI. Електронне обладнання також може це робити. Більшість комп'ютерних аранжувальників можуть відтворювати певні ритми (наприклад, рок, поп, джаз).
- Генератор звуку: Цифровий звуковий модуль, що зазвичай міститься в інтегрованій пам'яті (ROM), яка здатна приймати MIDI-команди та створювати електронні звуки. Електронні клавіатури зазвичай включають синтез на основі семплів, але більш просунуті клавіатури можуть іноді мати синтез на основі фізичного моделювання.
- Підсилювач і динаміки: внутрішній підсилювач потужності звуку, зазвичай від 5 до 20 Вт, підключений до мікросхеми звукового генератора. Підсилювач потім з'єднується з невеликими, малопотужними динаміками, які відтворюють синтезовані звуки так, щоб слухач міг їх почути. Менш дорогі інструменти можуть мати один монодинамік. Більшість моделей зазвичай мають два динаміки, що відтворюють стереозвук, часто з високочастотними динаміками для більш просунутих моделей.
- Джерело живлення: Клавіатури можуть мати або не мати внутрішню систему живлення, вбудовану в основну плату, але більшість сучасних клавіатур часто оснащені адаптером змінного струму, що входить до комплекту.
- MIDI термінали: Більшість клавіатур зазвичай мають 5-контактні MIDI-роз'єми для передачі даних, що дозволяє підключати клавіатуру до комп'ютера або іншого електронного музичного інструмента, наприклад, синтезатор, драм-машина або звукового модуля, що дає змогу використовувати її як MIDI-контролер. Не всі клавіатури мають звичайні MIDI-роз'єми та конектори. Найдешевші моделі можуть не мати MIDI-роз'ємів. Клавіатури після 2000-х років можуть мати USB-роз'єм, який слугує і входом, і виходом в одному з'єднанні. З 2010-х років звичайні MIDI-роз'єми входу/виходу доступні лише в клавіатурах професійного класу, сценічних піаніно та синтезаторах високого класу, в той час як недорогі домашні клавіатури, цифрові піаніно та бюджетні синтезатори використовують тільки USB-роз'єм як єдине доступне з'єднання.
- Флешпам'ять: Деякі електронні клавіатури мають невелику кількість внутрішньої пам'яті для зберігання даних MIDI та/або записаних пісень.
- Зовнішній запам'ятовуючий пристрій: Зазвичай доступний у клавіатурах і синтезаторах професійного класу і дозволяє користувачеві зберігати дані на зовнішніх носіях, таких як картриджі ПЗУ, дискети, карти пам'яті та USB-флеш-накопичувачі. Дискети та картриджі застаріли на початку 2000-х років, а невдовзі їх почали замінювати карти пам'яті. USB-накопичувачі на той час були менш поширеними, але згодом були популяризовані в лінійці клавіатур для робочих станцій Yamaha у 2005 році і відтоді стали стандартною функцією. Більшість клавіатур, починаючи з 2010-х років, використовують USB-накопичувачі, за винятком деяких моделей Casio і Korg.
- Пюпітр: Металева або пластикова стійка для утримання нот або нотних видань у вертикальному положенні. Пюпітр зазвичай знімний, щоб полегшити зберігання та транспортування.
- Гніздо сустейна: якщо домашня клавіатура має функцію сустейна, що повторює пристрій, який використовується на акустичних піаніно, передбачено лише гніздо 1/4". Музикант повинен придбати окрему педаль сустейну і підключити її. Для порівняння, на цифровому піаніно педаль сустейну часто вбудована в раму. Найдешевші домашні клавіатури не мають функції сустейну або роз'єму для педалі сустейну, що обмежує їх використання для початківців.

## Дивись також
- Синтезатор
- Цифрове піаніно
- MIDI контролер